# Спиронолактон
Спиронолактон, продающийся также под названиями Альдактон, Верошпирон и другие — калийсберегающий диуретик, конкурентный антагонист альдостерона и других минералокортикоидов. Применяется для лечения отёков при сердечной недостаточности, циррозе печени, и заболеваниях почек. Он также используется при лечении повышенного кровяного давления, гипокалиемии, раннего пубертата у мальчиков, акне и избыточного роста волос у женщин, и в составе феминизирующей гормональной терапии у трансгендерных женщин. Спиронолактон принимается перорально.
Основными побочными эффектами являются электролитный дисбаланс, повышенный уровень калия в крови, тошнота, рвота, головная боль, сыпь и сниженное либидо. При наличии проблем с печенью или почками следует проявлять особую осторожность. Спиронолактон не был хорошо исследован при беременности и не должен применяться для лечения гипертонии при беременности. Это стероид, который блокирует эффекты альдостерона и тестостерона и имеет эффекты, схожие с эстрогеном. Спиронолактон принадлежит к классу лекарств, называемых калийсберегающими диуретиками.
Спиронолактон был открыт в 1957 году и введён в оборот в 1959 году. Он находится в примерном перечене ВОЗ основных лекарственных средств, списке лекарств нужных в системе здравоохранения. Доступен в виде дженерика. Оптовая цена в развивающемся мире на 2014 год составляет от 0.02 до 0.12 долларов США в день. В Соединённых Штатах он стоит около 0.50 долларов в день.

## Применения
Спиронолактон используется для лечения сердечной недостаточности, отёчных состояний типа нефротического синдрома или асцита у людей с заболеваниями печени, гипертензии, низкого уровня калия в крови, вторичного гиперальдостеронизма и синдрома Конна. Наиболее часто спиронолактон используется для лечения сердечной недостаточности. Сам по себе спиронолактон — слабый диуретик, поскольку он в первую очередь нацелен на дистальный нефрон (собирающую трубочку), где реабсорбируется только небольшое количество натрия, но его можно комбинировать с другими диуретиками для повышения эффективности. Классификация спиронолактона как калийсберегающего диуретика считается устаревшей.
Спиронолактон обладает антиандрогенной активностью. По этой причине он часто используется для лечения различных дерматологических состояний, в которых играют роль андрогены. Некоторые из этих применений включают акне, себорею, гирсутизм и потерю волос у женщин. Спиронолактон — наиболее часто используемый препарат для лечения гирсутизма в Соединённых Штатах. Высокие дозы спиронолактона, которые необходимы для значительных антиандрогенных эффектов, не рекомендуются мужчинам из-за высокого риска феминизации и других побочных эффектов. Кроме этого, спиронолактон также широко используется для лечения симптомов гиперандрогенизма, таких как синдром поликистозных яичников, у женщин. Лекарство не одобрено «Управлением по санитарному надзору за качеством пищевых продуктов и медикаментов» для использования в качестве антиандрогенов; для таких целей оно применяется офф-лейбл.

### Сердечная недостаточность
Хотя петлевые мочегонные средства остаются первой линией для большинства людей с сердечной недостаточностью, спиронолактон в многочисленных исследованиях показал снижение как заболеваемости, так и смертности, и остаётся важным средством для лечения задержки жидкости, отёков и симптомов сердечной недостаточности. В настоящее время Американская кардиологическая ассоциация рекомендует использовать спиронолактон у пациентов с сердечной недостаточностью II—IV класса NYHA, у которых фракция выброса левого желудочка составляет менее 35 %.
В ходе рандомизированного клинического исследования, изучавшего пациентов с тяжёлой застойной сердечной недостаточностью, было установлено, что у получавших спиронолактон относительный риск смерти по сравнению с группой плацебо составил 0,70 (что соответствует снижению общего риска на 30 %). Кроме того, пациенты из экспериментальной группы госпитализировались на 35 % реже; их симптомы значительно улучшились. В то же время в экспериментальной группе десятью процентами мужчин были отмечены гинекомастия или боли в области грудных желез, против 1 % в контрольной группе. Аналогичным образом, он показал свою пользу и рекомендуется пациентам, которые недавно перенесли сердечный приступ и имеют долю выброса менее 40 % и у которых развиваются симптомы, соответствующие сердечной недостаточности, или у которых в анамнезе сахарный диабет. Спиронолактон следует считать хорошим дополнительным агентом, особенно у тех пациентов, которые «еще не» оптимизированы на ингибиторах АПФ и бета-блокаторах. Рандомизированное двойное слепое исследование спиронолактона у пациентов с симптоматической сердечной недостаточностью с «сохраненной» фракцией выброса (то есть >45 %) в 2014 году не выявило снижения смертности от сердечно-сосудистых событий, внезапной остановки сердца, а также не выявило снижения уровня госпитализаций при сравнении спиронолактона с плацебо.

### Трансгендерная гормональная терапия
Спиронолактон часто используется как компонент феминизирующей гормональной терапии у трансгендерных женщин, в основном в США, где ципротеронацетат недоступен. Используется совместно с эстрогеном. Другие клинические эффекты включают снижение роста волос мужского типа на теле, развитие молочных желез, феминизацию в целом и отсутствие спонтанных эрекций.

### Применение в леченииCOVID-19
Спиронолактон за счёт блокирования действия альдостерона на соответствущие рецепторы служит эффективным антифибротическим средством, способным уменьшать выраженность фиброза лёгких и миокарда, а также повышать воздушность тканей лёгких за его счёт влияния на поражение альвеол.

## Дозирование и форма выпуска
Спиронолактон обычно применяется в малых дозах от 25 до 50 мг/сутки при сердечной недостаточности, при лечении основной гипертензии — от 25 до 200 мг/сутки, а при гипералдостеронизме и асците из-за цирроза — в больших дозах от 100 до 400 мг/сутки. Лекарство обычно используется в больших дозах от 100 до 200 мг/сутки при лечении заболеваний кожи и волос у женщин, и в больших дозах от 100 до 400 мг/сутки при феминизирующей гормональной терапии для трансгендерных женщин.

## Фармакологическое действие
В дистальных отделах нефрона спиронолактон препятствует задержке альдостероном натрия и воды и подавляет калийвыводящий эффект альдостерона, снижает синтез пермеаз в альдостерон-зависимом участке собирательных трубочек и дистальных канальцев. Связываясь с рецепторами альдостерона, увеличивает экскрецию ионов натрия, хлора и воды с мочой, уменьшает выведение ионов калия и мочевины, снижает кислотность мочи.
Усиление диуреза вызывает гипотензивный эффект, который непостоянен.
Максимальный эффект наблюдается через 7 ч после приёма капсул внутрь и длится не менее 24 ч.
Диуретический эффект проявляется на 2-5 день лечения.

## Фармакокинетика

### Всасывание
После приёма внутрь быстро и полностью всасывается из желудочно-кишечного тракта; биодоступность составляет 100 %. После ежедневного приёма 100 мг спиронолактона в течение 15 дней Сmax составляет 80 нг/мл, время достижения Сmax после очередного утреннего приёма — 2-6 ч.

### Распределение
Связывается с белками плазмы крови на 98 %.
Спиронолактон плохо проникает в органы и ткани, при этом сам спиронолактон и его метаболиты проникают через плацентарный барьер, а канренон — в грудное молоко. Vd — 0.05 л/кг.

### Метаболизм
В процессе биотрансформации в печени образуются активные серосодержащие метаболиты 7-альфа-тиометилспиронолактон и канренон. Канренон достигает своей Сmax через 2-4 ч, его связь с белками плазмы крови составляет 90 %.

### Выведение
T1/2 — 13-24 ч. Выводится преимущественно с мочой (50 % — в виде метаболитов, 10 % — в неизменном виде) и частично — с калом. Выведение канренона (главным образом, с мочой) двухфазное, T1/2 в первой фазе — 2-3 ч, во второй — 12-96 ч.

### Фармакокинетика в особых клинических случаях
При циррозе печени и сердечной недостаточности продолжительность T1/2 увеличивается без признаков кумуляции, вероятность которой выше при хронической почечной недостаточности и гиперкалиемии.

## Показания
- эссенциальная гипертензия (в составе комбинированной терапии);
- отёчный синдром при хронической сердечной недостаточности (может применяться в виде монотерапии и в комбинации со стандартной терапией);
- состояния, при которых может обнаруживаться вторичный гиперальдостеронизм, в том числе цирроз печени, сопровождающийся асцитом и/или отёками, нефротический синдром и другие состояния, сопровождающиеся отёками;
- гипокалиемия/гипомагниемия (в качестве вспомогательного средства для её профилактики во время лечения диуретиками и при невозможности применения других способов коррекции уровня калия);
- первичный гиперальдостеронизм (синдром Конна) — для короткого предоперационного курса лечения;
- для установления диагноза первичного гиперальдостеронизма.

## Режим дозирования
При эссенциальной гипертензии суточная доза для взрослых обычно составляет 50-100 мг однократно и может быть увеличена до 200 мг, при этом увеличивать дозу следует постепенно, 1 раз в 2 недели. Чтобы добиться адекватного ответа на терапию, препарат необходимо принимать не менее 2 недель. При необходимости проводят коррекцию дозы.
При идиопатическом гиперальдостеронизме препарат назначают в дозе 100—400 мг/сут.
При выраженном гиперальдостеронизме и гипокалиемии суточная доза составляет 300 мг (максимально 400 мг) за 2-3 приёма, при улучшении состояния дозу постепенно снижают до 25 мг/сут.
При гипокалиемии и/или гипомагниемии, вызванных терапией диуретиками, спиронолактон назначают в дозе 25-100 мг/сут, однократно или в несколько приёмов. Максимальная суточная доза составляет 400 мг, если пероральные препараты калия или другие методы восполнения его дефицита неэффективны.
При диагностике и лечении первичного гиперальдостеронизма в качестве диагностического средства при коротком диагностическом тесте спиронолактон назначают в течение 4 дней по 400 мг/сут, распределив суточную дозу на несколько приёмов в день. При увеличении концентрации калия в крови во время приёма препарата и снижении после отмены его можно предполагать наличие первичного гиперальдостеронизма. При длительном диагностическом тесте препарат назначают в той же дозе в течение 3-4 недель. При достижении коррекции гипокалиемии и артериальной гипертензии можно предполагать наличие первичного гиперальдостеронизма.
После того как диагноз гиперальдостеронизма установлен с помощью более точных диагностических методов, в качестве короткого курса предоперационной терапии первичного гиперальдостеронизма спиронолактон следует принимать в суточной дозе 100—400 мг, разделив её на 1-4 приёма в течение всего периода подготовки к хирургической операции. Если операция не показана, то спиронолактон применяется для проведения длительной поддерживающей терапии, при этом используется наименьшая эффективная доза, которая подбирается индивидуально для каждого пациента.
При лечении отёков на фоне нефротического синдрома суточная доза для взрослых обычно составляет 100—200 мг. Не выявлено влияния спиронолактона на основной патологический процесс, и потому применение данного препарата рекомендуется только в тех случаях, когда другие виды терапии оказываются неэффективны.
При отечном синдроме на фоне хронической сердечной недостаточности препарат назначают ежедневно, в течение 5 дней, по 100—200 мг/сут в 2-3 приёма, в комбинации с «петлевым» или тиазидным диуретиком. В зависимости от эффекта суточную дозу уменьшают до 25 мг. Поддерживающая доза подбирается индивидуально. Максимальная суточная доза составляет 200 мг.
При отёках на фоне цирроза печени суточная доза спиронолактон для взрослых обычно составляет 100 мг, если соотношение ионов натрия и калия (Na+/K+) в моче превышает 1.0. Если соотношение меньше 1.0, то суточная доза обычно равна 200—400 мг. Поддерживающая доза подбирается индивидуально.
При отёках у детей начальная доза составляет 1-3.3 мг/кг массы тела или 30-90 мг/м²/сут в 1-4 приёма. Через 5 дней проводят коррекцию дозы и при необходимости её увеличивают в 3 раза по сравнению с первоначальной.

## Побочное действие
Со стороны пищеварительной системы: тошнота, рвота, диарея, изъязвления и кровотечения из ЖКТ, гастрит, кишечная колика, боль в животе, запор, нарушение функции печени.
Со стороны ЦНС и периферической нервной системы: атаксия, заторможенность, головокружение, головная боль, сонливость, летаргия, спутанность сознания, мышечный спазм, судороги икроножных мышц.
Со стороны системы органов кроветворения: агранулоцитоз, тромбоцитопения, мегалобластоз.
Со стороны обмена веществ: гиперурикемия, гиперкреатининемия, повышение концентрации мочевины, гиперкалиемия, гипонатриемия, метаболический гиперхлоремический ацидоз или алкалоз.
Со стороны эндокринной системы: огрубение голоса, у мужчин — гинекомастия (вероятность развития зависит от дозы, длительности лечения и обычно носит обратимый характер), снижение потенции и эрекции; у женщин — нарушения менструального цикла, дисменорея, аменорея, метроррагия в климактерическом периоде, гирсутизм, боли в области молочных желез, карцинома молочной железы (наличие связи с приёмом препарата не установлено).
Аллергические реакции: крапивница, редко — макулопапулезная и эритематозная сыпь, лекарственная лихорадка, зуд.
Дерматологические реакции: алопеция, гипертрихоз.
Со стороны мочевыделительной системы: острая почечная недостаточность.

## Противопоказания
- болезнь Аддисона;
- гиперкалиемия;
- гипонатриемия;
- почечная недостаточность тяжёлой степени (КК менее 10 мл/мин);
- анурия;
- беременность;
- период лактации;
- повышенная чувствительность к какому-либо из компонентов препарата.

С осторожностью следует назначать препарат при гиперкальциемии, метаболическом ацидозе, AV-блокаде (гиперкалиемия способствует её усилению), сахарном диабете (при подтверждённой или предполагаемой хронической почечной недостаточности), диабетической нефропатии, хирургических вмешательствах, приёме лекарственных средств, вызывающих гинекомастию, проведении местной и общей анестезии, нарушениях менструального цикла, увеличении молочных желез, печёночной недостаточности, циррозе печени, а также пациентам пожилого возраста.

## Беременность и лактация
Применение спиронолактона противопоказано при беременности и в период лактации.

## Особые указания
При применении спиронолактона возможно временное повышение уровня азота мочевины в сыворотке крови, особенно при сниженной функции почек и гиперкалиемии. Также возможно развитие гиперхлоремического метаболического ацидоза. При назначении Верошпирона пациентам с нарушениями функции почек и печени, пациентам пожилого возраста необходим регулярный контроль электролитов сыворотки крови и функции почек.
Приём спиронолактона затрудняет определение концентрации дигоксина, кортизола и адреналина в крови.
Несмотря на отсутствие прямого воздействия на углеводный обмен, наличие сахарного диабета, особенно с диабетической нефропатией, требует особой осторожности при назначении спиронолактона из-за возможности развития гиперкалиемии.
При лечении НПВС на фоне приёма спиронолактона следует контролировать функцию почек и уровень электролитов крови.
Во время лечения спиронолактоном употребление алкоголя противопоказано, следует избегать употребления пищи, богатой калием.

## Влияние на способность к вождению автотранспорта и управлению механизмами
В начальном периоде лечения запрещается управлять автомобилем и заниматься видами деятельности, требующими повышенной концентрации внимания и быстроты психомоторных реакций. Длительность ограничений устанавливается в индивидуальном порядке.

## Передозировка
Симптомы: тошнота, рвота, головокружение, диарея, кожная сыпь, гиперкалиемия (парестезии, мышечная слабость, аритмии), гипонатриемия (сухость во рту, жажда, сонливость), гиперкальциемия, дегидратация, увеличение концентрации мочевины.
Лечение: промывание желудка, симптоматическое лечение дегидратации и артериальной гипотензии. При гиперкалиемии необходимо нормализовать водно-электролитный обмен с помощью калийвыводящих диуретиков, быстрого парентерального введения раствора декстрозы (5-20 % растворы) с инсулином из расчёта 0.25-0.5 ЕД на 1 г декстрозы; при необходимости возможно повторное введение декстрозы. В тяжёлых случаях проводят гемодиализ.

## Лекарственное взаимодействие
Спиронолактон при одновременном применении снижает эффект антикоагулянтов (гепарина, производных кумарина, индандиона) и митотана; усиливает действие диуретиков и антигипертензивных препаратов, усиливает эффект трипторелина, бусерелина, гонадорелина.
При приёме спиронолактона одновременно с препаратами калия, калиевыми добавками и калийсберегающими диуретиками, ингибиторами АПФ, антагонистами ангиотензина II возрастает риск развития гиперкалиемии.
На фоне применения спиронолактона уменьшается токсичность сердечных гликозидов (так как нормализация уровня калия в крови препятствует развитию токсичности).
Спиронолактон снижает чувствительность сосудов к норэпинефрину (требует соблюдения осторожности при проведении анестезии).
Петлевые и тиазидные диуретики усиливают и ускоряют диуретический и натрийуретический эффекты спиронолактона.
ГКС также усиливают диуретический и натрийуретический эффект спиронолактона при гипоальбуминемии и/или гипонатриемии.
Салицилаты, индометацин снижают диуретический эффект спиронолактона.
Хлорид аммония, колестирамин при одновременном применении с спиронолактоном способствуют развитию гиперкалиемического метаболического ацидоза, а флудрокортизон вызывает парадоксальное усиление канальцевой секреции калия.
При одновременном применении Верошпирон усиливает токсическое действие лития из-за снижения его клиренса.
Верошпирон при одновременном применении усиливает метаболизм феназона (антипирина), увеличивает период полувыведения дигоксина (возможна интоксикация дигоксином), ускоряет метаболизм и выведение карбеноксолона. Карбеноксолон способствует задержке натрия спиронолактоном.

## Дополнительное исследование препарата
В результате дополнительных исследований, проведённых вирусологами Университета Юты, была выявлена активность препарата в культуре клеток, направленная против вируса герпеса человека 4-го типа.